# Phytomyza pullula
Phytomyza pullula is een vliegensoort uit de familie van de mineervliegen (Agromyzidae). De wetenschappelijke naam van de soort is voor het eerst geldig gepubliceerd in 1848 door Johan Wilhelm Zetterstedt.